# Nectria otagensis
Nectria otagensis är en svampart som beskrevs av Curr. ex Linds. 1867. Nectria otagensis ingår i släktet Nectria och familjen Nectriaceae.   Inga underarter finns listade i Catalogue of Life.